# NGC 1781
NGC 1781 = NGC 1794 ist eine linsenförmige Galaxie vom Hubble-Typ SB0 im Sternbild Lepus am Südsternhimmel. Sie ist schätzungsweise 217 Millionen Lichtjahre von der Milchstraße entfernt.
Das Objekt wurde am 6. Februar 1785 von Wilhelm Herschel entdeckt.